# خوسيه بيلو أميغو
خوسيه بيلو أميغو (بالإنجليزية: José Bello Amigo؛ بالإسبانية: José Bello Amigo) هو لاعب كرة قدم أسترالي وإسباني في مركز حراسة المرمى، ولد في 5 نوفمبر 1978 في سانتا أوتشيا دي ريبيرا في إسبانيا. لعب مع بوليديبورتيفو إيخيذو وراسينغ فيرول وسيدني تايغرز وماركوني ستاليونز.